# Pierre Omidyar
Pierre Morad Omidyar, född den 21 juni 1967 i Paris i Frankrike, är en iransk-amerikansk entreprenör och ekonom samt grundare av och tidigare styrelseordförande i auktionssiten eBay. Omidyar och hans hustru Pam är välkända filantroper och de är grundare till Omidyar Network.

## Bakgrund
Omidyar föddes i Paris och hans iranska föräldrar var välbärgade. Omidyar flyttade till USA när han var sex år gammal. Han växte upp i Washington D.C. och utvecklade tidigt ett intresse för datorer vilket höll kvar sig vid St. Andrew's Episcopal School (Maryland) i Potomac, Maryland. 
1988 tog han en examen i datavetenskap vid Tufts University. Därefter fick han anställning vid Claris, ett dotterbolag till Apple Computer, där han hjälpte till att utveckla MacDraw.